# Valonia ventricosa
Valonia ventricosa, известно още като bubble algae или sailor's eyeballs, e вид водорасло, открито в океаните по целия свят в тропически и субтропични региони, в рамките на таксона Chlorophyta. Това е един от най-големите известни едноклетъчни организми, ако не и най-големият, с диаметър от 1 до 4 cm.
Valonia ventricosa има ценоцитна структура с множество ядра и хлоропласти. Този организъм притежава голяма централна вакуола, която е многолобуларна по структура (лобули, излъчващи се от централна сфероидна област).